# Leveillula papilionacearum
Espèce
Synonymes
- Erysiphe papilionacearum Kom.

Leveillula papilionacearum est une espèce de champignons de la famille des Erysiphaceae.

## Description
Leveillula papilionacearum a un mycélium blanc, généralement dense et feutré, amphigène. Les conidies sont simples, sans corps fibrosiques. La première conidie formée sur le conidiophore est étroitement lancéolée, les suivantes sont elliptiques. Les cléistothèces ont rarement formés, ils contiennent jusqu'à 20-50 asques, qui ont deux spores. Les appendices sont nombreux, attachés au-dessous de l'équateur, plus courts que le diamètre, mycélioïdes, souvent ramifiés.

## Parasitisme
Leveillula papilionacearum a pour plantes hôtes :
- Alhagi maurorum
- Anthyllis cytisoides
- Astracantha arnacantha (sv)
- Astragalus asper (sv)
- Bituminaria bituminosa
- Ceratonia siliqua
- Cicer arietinum
- Coronilla valentina subsp. glauca
- Dorycnium pentaphyllum subsp. germanicum, herbaceum
- Dorycnium rectum
- Eversmannia
- Glycyrrhiza echinata
- Glycyrrhiza glabra
- Hedysarum hedysaroides
- Laburnum
- Lathyrus clymenum (en)
- Medicago falcata
- Medicago sativa
- Medicago truncatula
- Medicago x varia
- Melilotus
- Onobrychis arenaria
- Onobrychis montana
- Onobrychis viciifolia
- Ononis spinosa
- Oxytropis
- Phaseolus
- Robinia hispida
- Securigera varia
- Spartium junceum
- Trifolium
- Trigonella
- Vicia cracca
- Vicia faba
- Vicia grandiflora
- Vicia sativa
- Vicia tenuifolia